# Coupe de la fédération soviétique de football 1987
Navigation
Édition 1986 Édition 1988
La Coupe de la fédération soviétique 1987 est la 2e édition de la Coupe de la fédération soviétique de football. Elle se déroule entre le 17 avril 1987 et le 18 novembre 1987 et ne concerne que les participants à la première division 1987.
La finale se joue le 18 novembre 1987 au SK Olimpiski de Moscou et voit la victoire du Spartak Moscou aux dépens du Metallist Kharkov.

## Format
Les seuls participants à la compétition sont les seize équipes de la première division 1987.
La compétition démarre par une phase de groupes, durant laquelle les participants sont répartis en quatre groupes de quatre où il s'affrontent à deux reprises. À l'issue de ces matchs, les deux premiers de chaque groupe se qualifient pour la phase finale à l'issue de laquelle le vainqueur de la compétition est désigné.
Durant la phase finale, en cas d'égalité à l'issue du temps réglementaire d'une rencontre, une prolongation est jouée. Si celle-ci ne suffit pas à départager les deux équipes, le vainqueur est désigné à l'issue d'une séance de tirs au but.

## Phase de groupes
L'intégralité de la phase de groupes prend place entre le 17 avril et le 26 septembre 1987. L'attribution des points suit le barème des championnats soviétiques, une victoire rapportant deux points, un match nul un seul et une défaite aucun.

### Groupe A
| Rang | Équipe         | Pts | J | G | N | P | Bp | Bc | Diff |  | Résultats (▼ dom., ► ext.) | SPA | DIN | CSKA | TOR |
| ---- | -------------- | --- | - | - | - | - | -- | -- | ---- |  | -------------------------- | --- | --- | ---- | --- |
| 1    | Spartak Moscou | 9   | 6 | 3 | 3 | 0 | 12 | 4  | +8   |  | Spartak Moscou             |     | 1-0 | 6-0  | 1-0 |
| 2    | Dinamo Moscou  | 3   | 6 | 3 | 2 | 1 | 9  | 7  | +2   |  | Dinamo Moscou              | 1-1 |     | 1-0  | 3-2 |
| 3    | CSKA Moscou    | 3   | 6 | 1 | 2 | 3 | 4  | 10 | -6   |  | CSKA Moscou                | 1-1 | 1-2 |      | 0-0 |
| 4    | Torpedo Moscou | 2   | 6 | 0 | 3 | 3 | 6  | 10 | -4   |  | Torpedo Moscou             | 2-2 | 2-2 | 0-2  |     |

### Groupe B
| Rang | Équipe             | Pts | J | G | N | P | Bp | Bc | Diff |  | Résultats (▼ dom., ► ext.) | NEF | DIN | GUR | ARA |
| ---- | ------------------ | --- | - | - | - | - | -- | -- | ---- |  | -------------------------- | --- | --- | --- | --- |
| 1    | Neftchi Bakou      | 8   | 6 | 3 | 2 | 1 | 7  | 6  | +1   |  | Neftchi Bakou              |     | 1-0 | 1-0 | 2-0 |
| 2    | Dinamo Tbilissi    | 7   | 6 | 2 | 3 | 1 | 11 | 7  | +4   |  | Dinamo Tbilissi            | 2-2 |     | 6-2 | 2-2 |
| 3    | Guria Lantchkhouti | 5   | 6 | 1 | 3 | 2 | 5  | 8  | -3   |  | Guria Lantchkhouti         | 1-1 | 0-0 |     | 2-0 |
| 4    | Ararat Erevan      | 4   | 6 | 1 | 2 | 3 | 7  | 9  | -2   |  | Ararat Erevan              | 4-1 | 1-2 | 0-0 |     |

### Groupe C
| Rang | Équipe           | Pts | J | G | N | P | Bp | Bc | Diff |  | Résultats (▼ dom., ► ext.) | ŽAL | DIN | KAI | ZEN |
| ---- | ---------------- | --- | - | - | - | - | -- | -- | ---- |  | -------------------------- | --- | --- | --- | --- |
| 1    | Žalgiris Vilnius | 9   | 6 | 3 | 3 | 0 | 14 | 3  | +11  |  | Žalgiris Vilnius           |     | 1-1 | 6-0 | 2-0 |
| 2    | Dinamo Minsk     | 8   | 6 | 3 | 2 | 1 | 12 | 7  | +5   |  | Dinamo Minsk               | 1-1 |     | 2-0 | 4-3 |
| 3    | Kaïrat Alma-Ata  | 5   | 6 | 2 | 1 | 3 | 4  | 11 | -7   |  | Kaïrat Alma-Ata            | 0-0 | 2-1 |     | 2-0 |
| 4    | Zénith Léningrad | 2   | 6 | 1 | 0 | 5 | 6  | 15 | -9   |  | Zénith Léningrad           | 0-2 | 0-3 | 2-0 |     |

### Groupe D
| Rang | Équipe                 | Pts | J | G | N | P | Bp | Bc | Diff |  | Résultats (▼ dom., ► ext.) | MET | DNI | DIN | CHA |
| ---- | ---------------------- | --- | - | - | - | - | -- | -- | ---- |  | -------------------------- | --- | --- | --- | --- |
| 1    | Metallist Kharkov      | 8   | 6 | 3 | 2 | 1 | 10 | 6  | +4   |  | Metallist Kharkov          |     | 3-0 | 2-0 | 0-0 |
| 2    | Dniepr Dniepropetrovsk | 8   | 6 | 3 | 2 | 1 | 9  | 8  | +1   |  | Dniepr Dniepropetrovsk     | 0-0 |     | 4-2 | 2-1 |
| 3    | Dinamo Kiev            | 4   | 6 | 2 | 0 | 4 | 10 | 13 | -3   |  | Dinamo Kiev                | 5-3 | 0-1 |     | 3-2 |
| 4    | Chakhtior Donetsk      | 4   | 6 | 1 | 2 | 3 | 7  | 9  | -2   |  | Chakhtior Donetsk          | 1-2 | 2-2 | 1-0 |     |

## Phase finale

### Quarts de finale
Les rencontres de ce tour sont jouées le 11 octobre 1987.
| Date            | Domicile          | Score    | Extérieur              |
| --------------- | ----------------- | -------- | ---------------------- |
| 11 octobre 1987 | Spartak Moscou    | 2 - 1 ap | Dinamo Tbilissi        |
| 11 octobre 1987 | Neftchi Bakou     | 2 - 1    | Dinamo Moscou          |
| 11 octobre 1987 | Metallist Kharkov | 3 - 0    | Dinamo Minsk           |
| 11 octobre 1987 | Žalgiris Vilnius  | 4 - 1    | Dniepr Dniepropetrovsk |

### Demi-finales
Les rencontres de ce tour sont jouées les 25 et 27 octobre 1987.
| Date            | Domicile       | Score | Extérieur         |
| --------------- | -------------- | ----- | ----------------- |
| 25 octobre 1987 | Neftchi Bakou  | 1 - 3 | Metallist Kharkov |
| 27 octobre 1987 | Spartak Moscou | 1 - 0 | Žalgiris Vilnius  |

### Finale
| Titulaires :      |                       |     |
|                   |                       |     |
|                   | Rinat Dasaev          |     |
|                   | Iouri Sourov (ru)     |     |
|                   | Youri Susloparov      |     |
|                   | Aleksandr Boki (en)   |     |
|                   | Boris Kouznetsov (en) |     |
|                   | Aleksandr Mostovoï    | 46e |
|                   | Evgueni Kouznetsov    |     |
|                   | Viktor Pasulko        |     |
|                   | Valeri Shmarov        | 86e |
|                   | Fiodor Tcherenkov     |     |
|                   | Sergueï Novikov (en)  | 46e |
|                   |                       |     |
| Remplaçants :     |                       |     |
|                   | Andreï Mitine (ru)    | 46e |
|                   | Valeri Chikounov (en) | 46e |
|                   | Sergueï Rodionov      | 86e |
|                   |                       |     |
| Entraîneur :      |                       |     |
| Konstantin Beskov |                       |     |

| Titulaires :           |                           |     |
|                        |                           |     |
|                        | Igor Koutepov (en)        |     |
|                        | Iouri Makhinia (en)       |     |
|                        | Sergueï Kouznetsov (en)   | 38e |
|                        | Boris Derkatch (en)       |     |
|                        | Ivan Pantchichine (ru)    |     |
|                        | Aleksandr Ieneï           |     |
|                        | Leonid Buryak             | 46e |
|                        | Oleg Derevinski (en)      | 77e |
|                        | Igor Iakoubovski (ru)     |     |
|                        | Aleksandr Iesipov (ru)    |     |
|                        | Aleksandr Malychenko (ru) |     |
|                        |                           |     |
| Remplaçants :          |                           |     |
|                        | Aleksandr Baranov (en)    | 38e |
|                        | Viktor Ialovski (ru)      | 46e |
|                        | Igor Kislov (en)          | 77e |
|                        |                           |     |
| Entraîneur :           |                           |     |
| Ievgueni Lemechko (en) |                           |     |

| Titulaires :      |                       |     |
|                   |                       |     |
|                   | Rinat Dasaev          |     |
|                   | Iouri Sourov (ru)     |     |
|                   | Youri Susloparov      |     |
|                   | Aleksandr Boki (en)   |     |
|                   | Boris Kouznetsov (en) |     |
|                   | Aleksandr Mostovoï    | 46e |
|                   | Evgueni Kouznetsov    |     |
|                   | Viktor Pasulko        |     |
|                   | Valeri Shmarov        | 86e |
|                   | Fiodor Tcherenkov     |     |
|                   | Sergueï Novikov (en)  | 46e |
|                   |                       |     |
| Remplaçants :     |                       |     |
|                   | Andreï Mitine (ru)    | 46e |
|                   | Valeri Chikounov (en) | 46e |
|                   | Sergueï Rodionov      | 86e |
|                   |                       |     |
| Entraîneur :      |                       |     |
| Konstantin Beskov |                       |     |

| Titulaires :           |                           |     |
|                        |                           |     |
|                        | Igor Koutepov (en)        |     |
|                        | Iouri Makhinia (en)       |     |
|                        | Sergueï Kouznetsov (en)   | 38e |
|                        | Boris Derkatch (en)       |     |
|                        | Ivan Pantchichine (ru)    |     |
|                        | Aleksandr Ieneï           |     |
|                        | Leonid Buryak             | 46e |
|                        | Oleg Derevinski (en)      | 77e |
|                        | Igor Iakoubovski (ru)     |     |
|                        | Aleksandr Iesipov (ru)    |     |
|                        | Aleksandr Malychenko (ru) |     |
|                        |                           |     |
| Remplaçants :          |                           |     |
|                        | Aleksandr Baranov (en)    | 38e |
|                        | Viktor Ialovski (ru)      | 46e |
|                        | Igor Kislov (en)          | 77e |
|                        |                           |     |
| Entraîneur :           |                           |     |
| Ievgueni Lemechko (en) |                           |     |